# Кадърли
Кадърли или Кадърлия е бивше село в Северна Македония, разположено на територията на община Василево, Струмишко.

## География
Селото е било расположено в планината Огражден.

## История
В края на XIX и началото на XX век Кадърли е турско село в Струмишката каза на Османската империя. Поминъкът на населението е земеделие, скотовъдство и дърводелие. Според статистиката на митрополит Герасим Струмишки („Материали по географията. Струмишко“) от 1896 година Кадарли има 30 къщи, всички мюсюлмански. Според него, в Кадарлия и съседното му село Кара чали живеят около 150 мюсюлмани, които имат по една малка джамия. Според статистиката на Васил Кънчов („Македония. Етнография и статистика“) от 1900 година Кадърли е населявано от 140 души, всички турци. Според „Материяли за изучване географията на Македония. ΙΙ. Струмишка каза“, издадена през 1908 година в София, която се основава на преброяването от 1905 година, Кадерли (Казарли, Кадарли), е чисто мюсюлманско село, което има 12 къщи с 69 жители и една джамия.